# نظرية التدفق متعدد الخطوات
تفترض نظرية التدفق متعدد الخطوات أن الأفكار تتدفق من وسائل الإعلام إلى قادة الرأي قبل نشرها على نطاق أوسع من السكان، تم تقديم هذه النظرية لأول مرة من قبل عالم الاجتماع بول لازارسفيلد، في عام 1944 ووضعها إليهو كاتز ولازارسفيلد في عام 1955.
تقدم نظرية التدفق متعدد الخطوات نطاقًا أكبر من التفاعل بين قادة الرأي ومصادر المعلومات والجماهير مقارنة بالنموذج المكون من خطوتين الذي يقول بأن المعلومات تتدفق من وسائل الإعلام مباشرة إلى المؤثرين الذين يشاركونها مباشرة مع جمهورهم، تفسر هذه النظرية الطبيعة الاجتماعية لمشاركة المعلومات أكثر من نظريات التدفق المكونة من خطوة واحدة أو خطوتين، كانت النظرية ذات الخطوتين شائعة عندما تم تقديمها لأول مرة ولكن عندما أصبح من الصعب قياس تأثير قادة الرأي على سلوك الجمهور وآرائهم فقد تم تطوير النظرية متعددة الخطوات، تقول النظرية متعددة الخطوات أن قادة الرأي يتأثرون بمصادر متعددة.
تنص نظرية التدفق متعدد الخطوات أيضًا على أن قادة الرأي يتأثرون "بوسائل الإعلام النخبوية" أكثر من تأثرهم بوسائل الإعلام العادية، يتضح هذا من خلال تلقي قادة الرأي السياسي لمعلوماتهم من مصادر غير تقليدية مثل هافينغتون بوست بدلاً من فوكس نيوز أو إم إس إن بي سي.
يتدخل قادة الرأي بين "الرسالة الإعلامية المباشرة ورد فعل الجمهور على هذه الرسالة" وفقًا لنظرية التدفق متعدد الخطوات، يميل قادة الرأي إلى التأثير بشكل كبير على أولئك الذين يشبهونهم كثيرًا من ناحية الشخصية أو الاهتمامات أو التركيبة السكانية أو العوامل الاجتماعية والاقتصادية. يميل هؤلاء القادة إلى التأثير على الآخرين لتغيير مواقفهم وسلوكياتهم بسرعة أكبر من وسائل الإعلام التقليدية لأن الجمهور قادر على التعرف على زعيم الرأي أو الارتباط به بشكل أفضل من مقال في صحيفة أو برنامج إخباري، تم تأكيد ذلك في دراسة لازارسفيلد عام 1940 The People's Choice حيث درس لازارسفيلد آراء الأمريكيين أثناء الانتخابات الرئاسية، وجد أن وسائل الإعلام لم تغير سلوك الناس كثيرًا إلا أنه يوجد محاولات شخصية حققت تغييرًا سلوكيًا، عمل لاسارسفيلد على دراسة أخرى مع كاتز نُشرت عام 1955، هذه الدراسة هي "التأثير الشخصي" التي أثبتت أن قادة الرأي يتطلعون إلى وسائل الإعلام في مجال اهتمامهم العام ثم يشاركونها مع مجتمعاتهم.
تُظهر نظرية تأثير وسائل الإعلام هذه أن نشر المعلومات هو حدث اجتماعي مما قد يفسر سبب عدم تغيير بعض الحملات الإعلامية لمواقف الجمهور.
أحد العوامل المهمة لنظرية التدفق متعدد الخطوات هو كيفية تعديل التأثير الاجتماعي، تتأثر المعلومات بالمعايير الاجتماعية لكل مجموعة مجتمعية جديدة تدخلها وتتشكل أيضًا من خلال وجهات النظر المتضاربة المحيطة بها.

## أمثلة من المجتمع
لقد استغل رجال الأعمال والسياسيون قوة قادة الرأي، مثال على هذه الظاهرة هو كيف تحول الأفراد والشركات إلى أصحاب النفوذ والمدونين على تويتر لإثارة الضجيج حول مواضيع محددة.
أصبح شون كومبس زعيم رأي للتصويت بحملته "التصويت أو الموت" خلال الانتخابات الرئاسية لعام 2008.
استخدم نائب الرئيس السابق آل جور أيضًا نظرية التدفق متعدد الخطوات للحصول على الدعم لمنظمته غير الربحية The Climate Project، قام جور بتجنيد الأفراد الذين تلقوا تعليمهم في القضايا البيئية ولديهم القدرة على التأثير في مجتمعهم وبين أصدقائهم وعائلاتهم، ثم قام بتدريب قادة الرأي على المعلومات التي يريدهم أن ينشروها، مكنهم هذا في النهاية من تثقيف العديد من الأمريكيين حول مشروع المناخ والأفكار العامة حول تغير المناخ.

## انتقادات
أحد الانتقادات الموجهة للنماذج ذات الخطوات المتعددة وكذلك النموذج المكون من خطوتين وخطوة واحدة هو أنهم يفترضون أن وسائل الإعلام التقليدية هي المصدر الوحيد للمعلومات عندما لا يكون ذلك دائمًا صحيحًا.